# Новожедринский сельсовет
Новожедринский сельсовет — сельское поселение в Матвеевском районе Оренбургской области Российской Федерации.
Административный центр — село Новожедрино.

## История
9 марта 2005 года в соответствии с законом Оренбургской области № 1904/312-III-ОЗ образовано сельское поселение Новожедринский сельсовет, установлены границы муниципального образования.

## Население
| 2010 | 2012 | 2013 | 2014 | 2015 | 2016 | 2017 |
| ---- | ---- | ---- | ---- | ---- | ---- | ---- |
| 837  | ↘818 | ↘816 | ↘814 | ↘789 | ↘759 | ↘754 |
| 2018 | 2019 | 2020 | 2021 |      |      |      |
| ↘734 | ↘724 | ↘691 | ↘667 |      |      |      |

## Состав сельского поселения
| № | Населённый пункт  | Тип населённого пункта       | Население |
| - | ----------------- | ---------------------------- | --------- |
| 1 | Боровка           | село                         | 31        |
| 2 | Интернациональный | посёлок                      | 1         |
| 3 | Красные Ключи     | деревня                      | 3         |
| 4 | Натальино         | село                         | 142       |
| 5 | Новожедрино       | село, административный центр | 602       |
| 6 | Новопетровка      | село                         | 58        |